# Richard Haydn
Richard Haydn (10 de marzo de 1905-25 de abril de 1985) fue un actor cómico británico cuya carrera transcurrió en la radio, el cine y la televisión.

## Biografía
Su verdadero nombre era George Richard Haydon, y nació en Londres, Inglaterra. Conocido por su interpretación de personajes excéntricos, en muchas de sus actuaciones utilizó, de manera deliberada, un tono exageradamente nasal, recalcando mucho la pronunciación. En ese aspecto quizás destacó dando voz a la oruga azul en la película de 1951 de Walt Disney Alicia en el país de las maravillas. Haydn también había tenido una gran actuación en el film de 1945 And Then There Were None, adaptación de una obra de Agatha Christie, y en el cual encarnaba a Rogers.
Haydn actuó en la serie The Twilight Zone, en el episodio "A Thing About Machines", con el papel de Mr. Bartlett Finchley, un tecnófobo enfrentado con las máquinas de su hogar. El 1 de abril de 1964 encarnó a Edwin Carp en un capítulo de The Dick Van Dyke Show en el que figuraban varias antiguas estrellas de la radio. Otro episodio televisivo en el que trabajó fue el de la serie Bewitched titulado "A Majority of Two", emitido el 11 de abril de 1968 y en el cual hacía el papel de un ejecutivo japonés. Además, fue Mr. Hemingway en la entrega de la serie El agente de CIPOL "The Mad, Mad Teaparty Affair" (1964).
De todas sus actuaciones quizás la más aclamada fue la que llevó a cabo en el film musical basado en la obra de Richard Rodgers y Oscar Hammerstein II The Sound of Music (1965), interpretando a Max Detweiler.
Haydn fue también intérprete habitual del show radiofónico de George Burns y Gracie Allen. Aparte de su faceta interpretativa, Haydn fue autor de un libro, The Journal of Edwin Carp (1954).
Según textos presentes en el DVD de la película Young Frankenstein, Mel Brooks afirmaba que Haydn utilizaba la jardinería y la horticultura como medio de escape de la tensión del trabajo y el estilo de vida de Hollywood. Richard Haydn falleció en Los Ángeles, California, en 1985, a causa de un infarto agudo de miocardio. Su cuerpo fue donado a la ciencia médica y, posteriormente, incinerado y esparcidas en el mar las cenizas.

## Selección de su filmografía
- Charley's Aunt (La tía de Carlos) (1941)
- Bola de fuego (1941), como Profesor Oddley.
- Thunder Birds (1942)
- Forever and a Day (1943)
- No Time for Love (1943), como Roger.
- Tonight and Every Night (1945)
- And Then There Were None (1945), como Thomas Rogers, el mayordomo.
- Adventure (1945)
- The Green Years (Los verdes años) (1946), como Jason Reid.
- Cluny Brown (El pecado de Cluny Brown) (1946)
- The Beginning or the End (¿Principio o fin?) (1947)
- The Late George Apley (1947)
- Singapore (Una vida y un amor) (1947)
- The Foxes of Harrow (Débil es la carne) (1947)
- Forever Amber (Ambiciosa) (1947)
- Sitting Pretty (Niñera moderna) (1948), como Clarence Appleton.
- The Emperor Waltz (El vals del emperador) (1948)
- Miss Tatlock's Millions (1948). También como director.
- Alicia en el país de las maravillas (1951), como la oruga azul.
- The Merry Widow (La viuda alegre) (1952)
- Never Let Me Go (No me abandones) (1953)
- El jinete loco (1953), como Bertie Searles.
- Her Twelve Men (1954)
- Jupiter's Darling (La amada de Júpiter) (1955)
- Twilight for the Gods (El crepúsculo de los audaces) (1958)
- Please Don't Eat the Daisies (No os comáis las margaritas) (1960)
- El mundo perdido (1960)
- Five Weeks in a Balloon (Cinco semanas en globo) (1962)
- Mutiny on the Bounty (1962)
- The Sound of Music (1965), como Maximilian Detweiler.
- Clarence, the Cross-Eyed Lion (1965)
- The Adventures of Bullwhip Griffin (1967)
- Young Frankenstein (1974), como Herr Falkstein.
- Hugga Bunch (1985), su última actuación.